# Er ist wieder da
Er ist wieder da (dansk: Han er tilbage) er en tysk roman, skrevet af den tyske journalist og forfatter Timur Vermes. Roman blev publiceret af Kölner Eichborn Verlag i 2012. Historien handler om Adolf Hitler, der kommer tilbage fra de døde på en eng midt i Berlin, 2011. Bogen er en satire.

## Udgaver
- Er ist wieder da. Eichborn Verlag, Köln 2012, 396 S., ISBN 978-3-8479-0517-2.
  - Taschenbuch-Ausgabe: Bastei Lübbe, Köln 2012, ISBN 978-3-404-17178-1.
- Er ist wieder da. Erweiterte Studienausgabe. Eichborn Verlag, Köln 2015, 560 S., ISBN 978-3-8479-0599-8.
- Lydbog: Er ist wieder da. 6 CD'er, 411 min. (gekürzte Lesung von Christoph Maria Herbst) Lübbe Audio, Köln 2012, ISBN 978-3-7857-4741-4.
- Han er tilbage, Tiderne Skifter, 2013